# 시드 챠리시
시드 셔리스(Cyd Charisse, 1922년 3월 8일 ~ 2008년 6월 17일)는 미국의 배우이다.